# Châtenoy-en-Bresse
Châtenoy-en-Bresse és un municipi francès, situat al departament de Saona i Loira i a la regió de Borgonya - Franc Comtat. L'any 2007 tenia 924 habitants.

## Demografia

### Població
El 2007 la població de fet de Châtenoy-en-Bresse era de 924 persones. Hi havia 357 famílies, de les quals 68 eren unipersonals (28 homes vivint sols i 40 dones vivint soles), 127 parelles sense fills, 150 parelles amb fills i 12 famílies monoparentals amb fills.
La població ha evolucionat segons el següent gràfic:
Habitants censats

### Habitatges
El 2007 hi havia 395 habitatges, 360 eren l'habitatge principal de la família, 10 eren segones residències i 24 estaven desocupats. 370 eren cases i 23 eren apartaments. Dels 360 habitatges principals, 302 estaven ocupats pels seus propietaris, 56 estaven llogats i ocupats pels llogaters i 2 estaven cedits a títol gratuït; 1 tenia una cambra, 14 en tenien dues, 54 en tenien tres, 119 en tenien quatre i 172 en tenien cinc o més. 290 habitatges disposaven pel capbaix d'una plaça de pàrquing. A 121 habitatges hi havia un automòbil i a 223 n'hi havia dos o més.

### Piràmide de població
La piràmide de població per edats i sexe el 2009 era:
| Homes | Edats   | Dones |
| ----- | ------- | ----- |
| 0     | 95 o +  | 0     |
| 0     | 90 a 94 | 4     |
| 4     | 85 a 89 | 0     |
| 8     | 80 a 84 | 0     |
| 0     | 75 a 79 | 16    |
| 12    | 70 a 74 | 4     |
| 28    | 65 a 69 | 16    |
| 24    | 60 a 64 | 16    |
| 16    | 55 a 59 | 36    |
| 28    | 50 a 54 | 8     |
| 16    | 45 a 49 | 20    |
| 40    | 40 a 44 | 40    |
| 48    | 35 a 39 | 36    |
| 56    | 30 a 34 | 52    |
| 20    | 25 a 29 | 28    |
| 8     | 20 a 24 | 20    |
| 24    | 15 a 19 | 12    |
| 28    | 10 a 14 | 20    |
| 44    | 5 a 9   | 24    |
| 24    | 0 a 4   | 32    |

## Economia
El 2007 la població en edat de treballar era de 597 persones, 455 eren actives i 142 eren inactives. De les 455 persones actives 426 estaven ocupades (235 homes i 191 dones) i 29 estaven aturades (11 homes i 18 dones). De les 142 persones inactives 68 estaven jubilades, 39 estaven estudiant i 35 estaven classificades com a «altres inactius».

### Ingressos
El 2009 a Châtenoy-en-Bresse hi havia 371 unitats fiscals que integraven 951 persones, la mediana anual d'ingressos fiscals per persona era de 19.321 €.

### Activitats econòmiques
Dels 45 establiments que hi havia el 2007, 1 era d'una empresa extractiva, 2 d'empreses de fabricació d'altres productes industrials, 14 d'empreses de construcció, 9 d'empreses de comerç i reparació d'automòbils, 4 d'empreses d'hostatgeria i restauració, 1 d'una empresa d'informació i comunicació, 1 d'una empresa financera, 1 d'una empresa immobiliària, 6 d'empreses de serveis, 2 d'entitats de l'administració pública i 4 d'empreses classificades com a «altres activitats de serveis».
Dels 19 establiments de servei als particulars que hi havia el 2009, 2 eren tallers de reparació d'automòbils i de material agrícola, 2 tallers d'inspecció tècnica de vehicles, 4 guixaires pintors, 1 fusteria, 4 lampisteries, 1 electricista, 1 empresa de construcció, 1 perruqueria i 3 restaurants.
L'únic establiment comercial que hi havia el 2009 era una botiga de menys de 120 m².
L'any 2000 a Châtenoy-en-Bresse hi havia 10 explotacions agrícoles que ocupaven un total de 276 hectàrees.

## Equipaments sanitaris i escolars
El 2009 hi havia una escola elemental.

## Poblacions més properes
El següent diagrama mostra les poblacions més properes.